# 南岡山駅 (岡山県)
南岡山駅（みなみおかやまえき）は、かつて岡山県岡山市（現・南区）に存在した岡山臨港鉄道の駅（廃駅）である。岡山臨港鉄道線の廃止により、1984年（昭和59年）12月30日に廃駅となった。

## 歴史
1947年（昭和22年）2月17日の専用側線として開業の際、汽車会社前として開業した。地方鉄道として開業した際、汽車会社前駅に改称された。岡山臨海鐡道本社と機関区を擁する中心駅であった。地方鉄道として開業時から倉敷絹織、山陰木材防腐の専用線を分岐し、1953年（昭和28年）4月に同和鉱業、1958年（昭和33年）8月に大建ウォールボード工業の専用線が新設された。1960年（昭和35年）8月1日に汽車会社の撤退により、当駅は南岡山駅に改称された。1962年（昭和37年）8月に自社倉庫への側線が新設された。1968年（昭和43年）10月1日、旅客業務と手小荷物業務を岡南元町駅に分離し貨物専業となった。1976年（昭和51年）10月に丸正製粉専用線が新設された。

## 駅構造
4線を擁するヤードがあり、貨物専業駅となった後も旅客ホームは残っていた。岡山港駅方面へ出発の際には、安全を再確認する意味で2位色灯式の表示があった。それは、油圧連動によって変わり、岡山港駅方面へ列車が通過すると赤灯が、大元駅方面へ列車が通過すると青灯が点灯した。

## 利用状況
1984年度の統計によると、年間の貨物取扱量は、到着量15,957 t、発送量33,203 tであった。

## 隣の駅
岡山臨港鉄道
岡山臨港鉄道線
岡南元町駅 - 南岡山駅 - 岡山港駅